# جامع البيان (مسجد)
```

```

جامع البيان هو جامع بمحافظة ينبع منطقة المدينة المنورة.

## الموقع
يقع جامع البيان بمحافظة ينبع التابعة لمنطقة المدينة المنورة بالمملكة العربية السعودية في ينبع البحر مخطط د2 حي المروج خلف البنك الاهلي التجاري وسوق هايبربنده

## الافتتاح

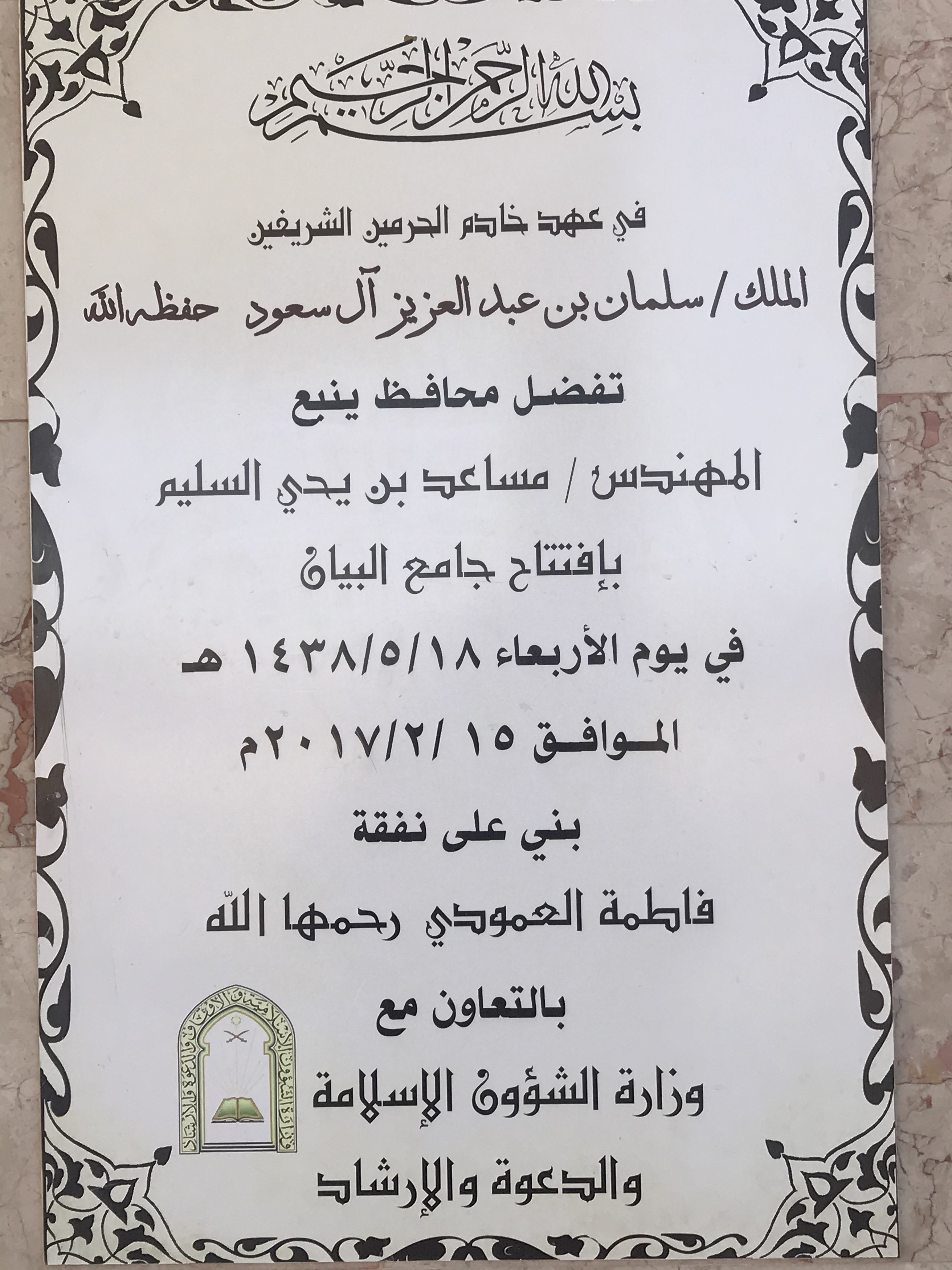
جامع البيان

تم افتتاح الجامع في يوم الأربعاء 18/جماد الأول لعام 1438هـ الموافق 15/فبراير/2017م وتم افتتاحه محافظ ينبع سابقآ المهندس مساعد السويلم وبحضور الشيخ خالد الغامدي امام وخطيب المسجد الحرام بمكة المكرمة

## بناء الجامع

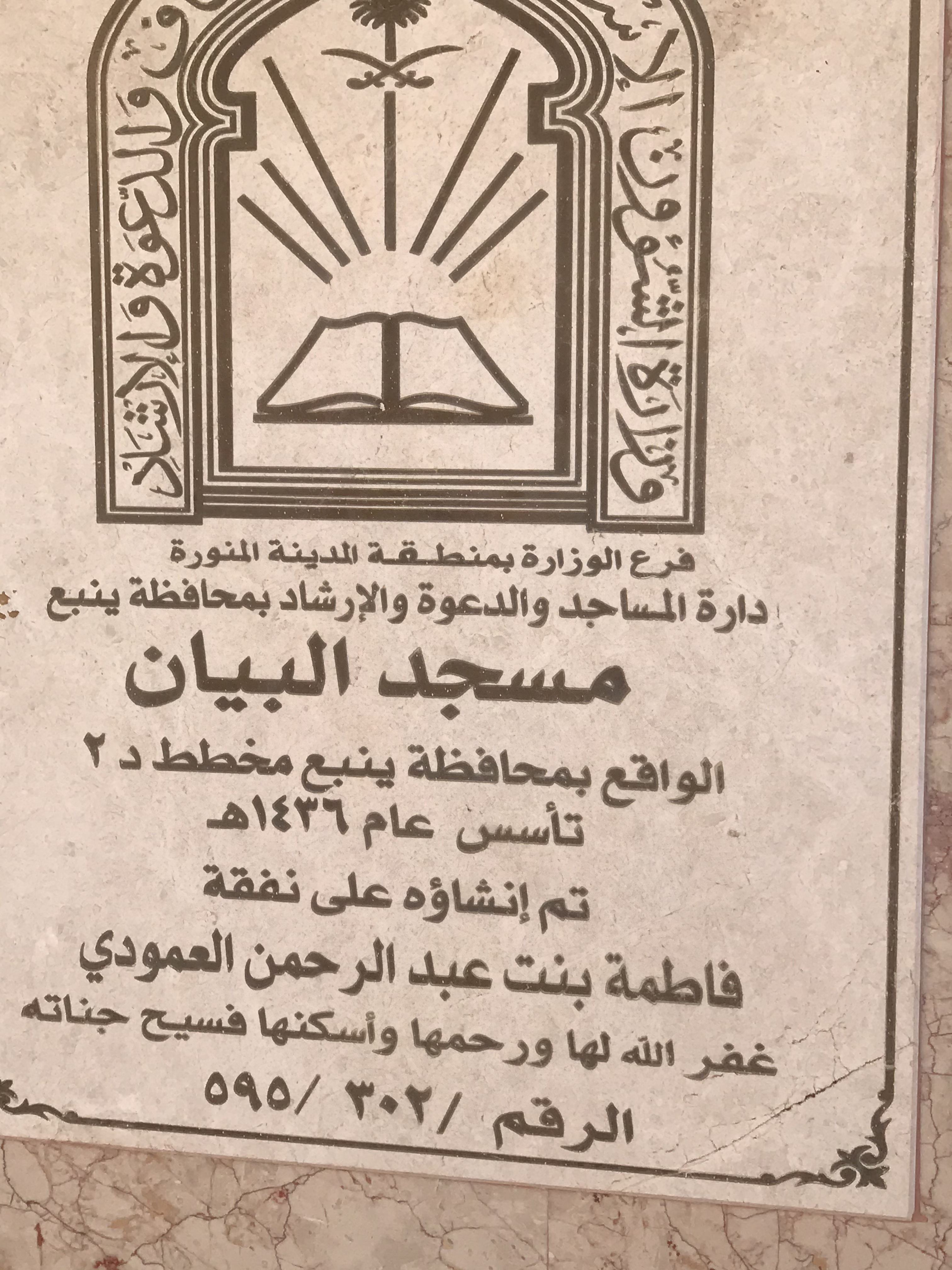
جامع البيان

بني الجامع وأنشئ على نفقة فاطمة بنت عبد الرحمن العامودي رحمها الله بالتعاون مع وزارة الشؤون الإسلامية والدعوة والإرشاد وهو تابع لادارة المساجد والدعوة والإرشاد بمحافظة ينبع ويتكون الجامع من دورين الدور العلوي يفتح في صلاة الجمعة فقط بسبب امتلاء الجامع

## امام الجامع
يؤم المصلين لجميع الفروض الشيخ عبد الرحمن بن محمد بن مقبول الرفاعي وهو موجه في إدارة التربية والتعليم بمحافظة ينبع كذلك يؤمهم في شهر رمضان لصلاة التراويح والتهجد وهو أيضا يقوم بالخطابة كل جمعة

## النشاطات التي يقوم بها الجامع
- درس قصير يومي بعد صلاة العصر لايتجاوز الربع ساعة من يوم الاحد إلى يوم الأربعاء يلقي الدروس الشيخ عبد الرحمن محمد الرفاعي
- درس قصير لايتجاوز النصف ساعة من يوم الاحد إلى يوم الخميس يلقيها المشائخ

1. عبد الرحمن بن محمد مقبول الرفاعي امام الجامع وموجه بادارة التربية والتعليم بمحافظة ينبع
2. الدكتور محمد العقيبي مدير إدارة الاربية والتعليم بمحافظة ينبع
3. الشيخ فيصل السناني القاضي بمحكمة ينبع

- وهناك حلقات لتحفيظ القران الكريم. بعد صلاة العصر وبعد صلاة المغرب